# Cololejeunea aurantia
Cololejeunea aurantia là một loài Rêu trong họ Lejeuneaceae. Loài này được (Tixier) L. Thouvenot mô tả khoa học đầu tiên năm 2011.